# Tuchan
Tuchan település Franciaországban, Aude megyében. Lakosainak száma 790 fő (2022. január 1.). Tuchan Embres-et-Castelmaure, Maisons, Montgaillard, Padern, Palairac, Paziols, Quintillan, Villeneuve-les-Corbières és Vingrau községekkel határos.

## Népesség
A település népessége az elmúlt években az alábbi módon változott:
| Lakosok száma | 862  | 814  | 794  | 814  | 778  | 763  | 786  | 793  | 790  | 790  |
|               | 1968 | 1982 | 1990 | 2006 | 2013 | 2015 | 2017 | 2019 | 2020 | 2022 |